# 山腰站
山腰站是位于云南省红河哈尼族彝族自治州河口瑶族自治县山腰村的一个铁路车站，邮政编码661300，有昆河铁路经过该站。现不办理正式客运，办理货运业务，车站及其上下行区间均未电气化。该站是中越铁路换装站，与昆玉河铁路河口北站间可实现集装箱一票通关换装联运。车站距离昆明北站464公里，隶属中国铁路昆明局集团有限公司开远车务段，是二等站。

## 历史
山腰站站建于1908年，1958年3月1日根据中越国际联运协议在本站建立国际联运站，并开展国际联运业务，从越南进口中国的联运货物在本站交接。1978年8月30日中越关系日渐紧张，越南封锁了老街大桥。同年12月底越南驻站人员撤离，联运业务暂时中止:175。
中越间的国际联运于1996年2月14日恢复，双方在车站举行中越铁路恢复货物运输典礼。2001年，中越达成使用越南空棚车辆在山腰站与中国车辆换装的货物协议，以减少中方车辆出境、缓解联运车辆不足的运输矛盾。2004年7月1日，山腰口岸实行24小时通关。2014年底车站开通至河口北站的联络线。2015年7月20日开办对越米轨铁路国际联运集装箱货物进出口运输业务。
2020年7月起，山腰站啟用鐵路數字口岸系統。

## 车站结构
山腰站设有到发线4条、货物线2条，设轨道衡两台、三角调头线一处，办理国际联运和国内列车的到发、集结、解体、编组以及国际联运货物的到发、交接、检斤及整理。车站货场位于站场的西北侧，设有面积1173平方米的露天站台1个、面积510平方米的仓库一个以及面积388平方米的露天货区一个。站内设有联检中心，内设检验检疫、海关、边防等部门，由昆明海关所属的河口海关管理，为出入境货物办理清关手续。